# Agnese di Borgogna
Agnese di Borgogna (Borgogna, 990/5 – 9 o 10 novembre 1068) fu contessa consorte di Poitiers e duchessa consorte d'Aquitania e dal 1019 al 1030 e poi contessa consorte di Angiò dal 1040 al 1052 circa.

## Origine

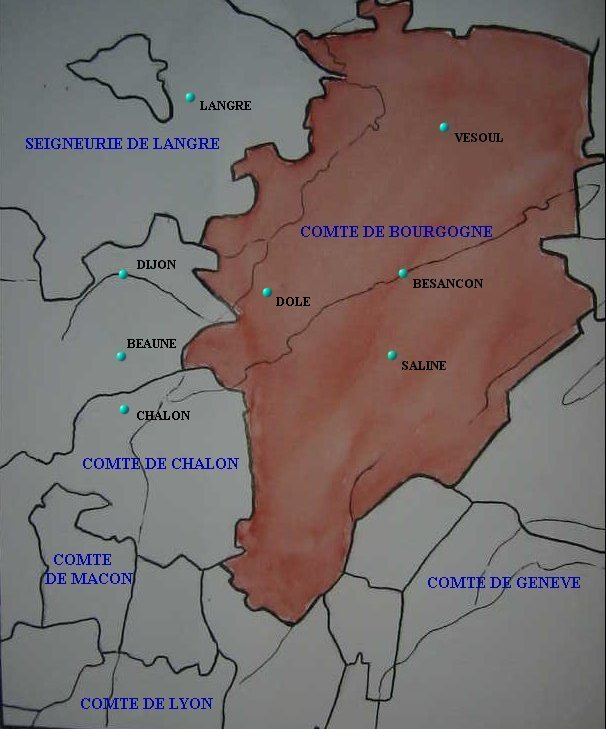
Contea di Borgogna (approssimativamente il territorio della Franca Contea attuale).

Secondo il monaco cluniacense e cronista medievale, Rodolfo il Glabro, era figlia del conte di Borgogna e duca di Borgogna Ottone I Guglielmo di Borgogna (962–1026) e della contessa di Mâcon, Ermentrude di Roucy (ca. 950– ca. 1003), figlia di Ragenoldo Conte de Roucy e, secondo il continuatore del cronista Flodoardo, di Alberada di Lotaringia, che a sua volta era figlia di Gerberga di Sassonia.
Ottone I Guglielmo di Borgogna era il figliastro e poi, secondo la Chronica Albrici Monachi Trium Fontium, figlio adottivo del duca di Borgogna e conte di Auxerre, il robertingio, Enrico I, ma discendeva dalla stirpe degli Anscarici, essendo, secondo Rodolfo il Glabro, figlio di Adalberto II, sesto marchese d'Ivrea e re d'Italia (associato al trono, nel 950 dal proprio padre, Berengario II) e della figlia del conte di Châlon e d'Autun, Lamberto, Gerberga di Châlon (?-986), che in seconde nozze aveva sposato Enrico I di Borgogna.

## Biografia
La madre di Agnese, Ermetrude, era al suo secondo matrimonio, avendo sposato in prime nozze il conte di Mâcon, Aubry II (come risulta dal documento n° 1291 del Recueil des Chartes de l'abbaye de Cluny Tome II, inerente ad una donazione), dal quale aveva ereditato la contea.
Nel 1002, suo padre, Ottone I Guglielmo, già conte di Borgogna, alla morte del suo patrigno il duca Enrico I di Borgogna, ereditò anche il ducato di Borgogna. Ma nel 1004 il ducato di Borgogna venne annesso da Roberto II al regno di Francia.
Agnese, nel 1019, come ci conferma il monaco e cronista medievale, Rodolfo il Glabro, sposò il Duca d'Aquitania e conte di Poitiers, Guglielmo V di Aquitania (969–1030), che, secondo la Historiarum libri tres del monaco e storico francese Ademaro di Chabannes, era il figlio primogenito del duca d'Aquitania e conte di Poitiers Guglielmo Braccio di Ferro e della moglie Emma, figlia di Tebaldo I di Blois, conte di Blois, di Tours, di Chartres e di Châteaudun, e di Liutgarda, la figlia femmina secondogenita del conte di Vermandois, di Meaux, di Soissons e di Madrie e di Vexin, signore di Peronne, Senlis e San Quintino e, da poco, anche conte di Troyes, Erberto II (880 – 943) (discendente del Re d'Italia, Bernardo, nipote di Carlo Magno) e di Adele (ca. 895- ca. 931), l'unica figlia del marchese di Neustria e futuro re di Francia, Roberto I, e di Adele del Maine, come è indicato nelle Europäische Stammtafeln, vol II, cap. 10 (non consultate).
Guglielmo V di Aquitania era al suo terzo matrimonio: vedovo prima di Almodia o Adalmoda (Willelmus accepta in matrimonio Adalmode coniuge suprascripti Aldeberti), figlia di Gerardo, visconte di Limoges e di sua moglie, Rothilde de Brosse. e poi di Brisca (o Sancha) ( † prima del 1018), sorella del duca di Guascogna, Sancho VI.
In quello stesso anno, secondo il documento n° 2742 del Recueil des Chartes de l'abbaye de Cluny Tome III, Agnese fece una donazione all'abbazia stessa, in cui si definisce figlia di Guglielmo, conte di Macon e moglie di Guglielmo duca d'Aquitania.
Rimasta vedova di Guglielmo V il 31 gennaio 1032, Agnese, come riportato dal Chronico Sancti Michaelis in periculo maris, dal Chronicæ sancti Albini Andegavensis e dal Chronica sancti Sergii Andegavensis, si risposò, in seconde nozze, col futuro conte d'Angiò Goffredo II (1006-1067), figlio di Folco III Nerra (972-1040), lasciò l'Aquitania e si trasferì, coi figli, presso la corte d'Angiò, anche se la chiesa riteneva questo matrimonio incestuoso (come riporta lo storico francese, Alfred Richard, nel suo Les comtes de Poitou, tome I).
Comunque Agnese fece pressione sul marito perché combattesse il nuovo duca d'Aquitania, Guglielmo il Grosso, figlio di primo letto di Guglielmo V, che, nel 1033, secondo il Richard condusse le sue truppe nel Poitou, dirigendosi su Poitiers; lo scontro avvenne il 20 settembre 1033, e, come ci conferma anche il Chronicæ sancti Albini Andegavensis, Guglielmo il Grosso fu fatto prigioniero da Goffredo Martello nella battaglia di Mont-Couer, nei pressi di Taizé.
Guglielmo il Grosso, sempre secondo il Richard fu liberato solo tre anni dopo dietro al pagamento di un cospicuo riscatto, senza però cedere alcun territorio.
Dopo essere stato liberato, sempre secondo il Richard, Guglielmo il Grosso si astenne dall'intervenire nella guerra che si era scatenata tra Goffredo II e suo padre, Folco III Nerra.
Alla morte di Guglielmo il Grosso, senza eredi, nel 1038, duca d'Aquitania divenne il fratellastro Oddone o Eudes, figlio di secondo letto di Guglielmo V e di Brisca (o Sancha) di Guascogna, figlia del duca Guglielmo I di Guascogna. Agnese allora spinse il figlio, Pietro, ormai maggiorenne, a sfidare, con l'aiuto del patrigno, Goffredo Martello, il fratellastro, nuovo duca d'Aquitania, fomentando la ribellione in Aquitania.
Per sedare la rivolta, nonostante fosse inverno, all'inizio del 1039, Oddone, dalla Guascogna si mosse verso il Poitou con un piccolo contingente, ma fu affrontato dal signore di Mauzé, Guglielmo il Bastardo, dove si accese una battaglia in cui Oddone morì.
Essendo Oddone senza eredi, il fratellastro Pietro gli succedette e assunse il nome di Guglielmo l'Ardito (Guglielmo VII d'Aquitania e Guglielmo V di Poitiers). Agnese per alcuni anni fu reggente in Aquitania e governò direttamente il ducato. In questo periodo, secondo il Cartulaire du prieuré de Saint-Nicolas de Poitiers, Archives historiques du Poitou Tome I Agnese fondò la chiesa di San Nicola a Poitiers, come viene confermato anche dal documento I, datato 1050, dello stesso Cartoulaire.
Nel maggio 1040, Agnese assieme al marito Goffredo, fondò il monastero della Trinità a Vendôme.
Sempre in quell'anno, suo marito Goffredo Martello, alla morte di suo padre, Folco Nerra, il 21 giugno, divenne conte d'Angiò.
In quel periodo assieme al marito e alla suocera, Agnese fece una donazione in suffragio dell'anima del suocero
Nel 1043 la figlia Agnese (1024-14 dicembre 1077) sposò il duca di Baviera Enrico VI il Nero (1017-1056), re di Germania e futuro imperatore, Enrico III, e re di Borgogna e re d'Italia..
Nel gennaio 1049, Agnese, assieme al marito, Goffredo Martello, fece una donazione al monastero della Trinità a Vendôme.
E, nel 1052, fece una donazione alla chiesa di San Nicola di Poitiers, assieme al marito in cui cita il proprio figlio.
Verso il 1052, però Agnese divorziò da Goffredo Martello che era riuscito a farsi annullare il matrimonio per consanguineità. Il divorzio viene confermato (divortio autem facto inter Agnetem et comitum Gaufridum) dal documento LXXII del Cartulaire de l'abbaye de Saint-Aubin d'Angers, Tomes I, in cui la contessa Ildegarda, moglie del conte Folco IV d'Angiò, successore di Goffredo Martello, restituì una proprietà al monastero di Saint-Aubin d'Angers.
Nel 1052, portando a termine ciò che aveva iniziato nel 1040, il figlio Guido Goffredo, riuscì ad impadronirsi del ducato di Guascogna dopo che, presso l'Ardour, aveva vinto in battaglia il duca di Guascogna, Bernardo II Tumapaler, costringedolo a vendergli i diritti per la Guascogna, lasciando però a Bernardo la contea d'Armagnac.
Nel 1053, dopo la separazione di Agnese da Goffredo Martello, dato che quest'ultimo si rifiutava di restituire i territori del ducato d'Aquitania che aveva sottratto a Guglielmo il Grosso al figliastro Guglielmo-Pietro giunse allo scontro armato, che portò alla morte di quest'ultimo, per dissenteria, nel 1058, all'assedio di Saumur, dove aveva costretto il patrigno. E così, nel 1058, quando, alla morte di Guglielmo VII, il fratello, Guido Goffredo, gli succedette nel titolo di duca d'Aquitania e conte di Poitiers, alla presa di possesso del Poitou, anche lui cambiò il nome in Guglielmo (Guglielmo VIII d'Aquitania e Guglielmo VI di Poitiers), e nel 1062, porto a termine la riconquista della Saintonge.
Secondo la storico catalano Szabolcs de Vajay, Agnese si ritirò e si fece suora nell'abbazia delle Dame di Saintes, che la stessa Agnese aveva fondato.
Agnese morì, nel 1068 e il documento V del Cartulaire du prieuré de Saint-Nicolas de Poitiers, Archives historiques du Poitou Tome I del figlio Guido Goffredo ci dice che fu tumulata a San Nicola di Poitiers, accanto al figlio primogenito, Guglielmo .
Mentre lo Obituaires de Sens Tome II, Abbaye de la Trinité de Vendôme riporta la morte di Agnese il 10 novembre 1069.

## Figli
Agnese a Guglielmo V d'Aquitania, detto il Grande diede quattro figli:
- Guglielmo l'Ardito, battezzato Pietro (come ci viene confermato dal Chronicon Santi Maxentii Pictavinis, Chroniques des Eglises d´Anjou[42]), (1023-1058), gemello di Guido[42], conte di Bordeaux, d'Agen, duca d'Aquitania e conte di Poitiers.
- Guido Goffredo o Guglielmo[42](1025-1086), gemello di Pietro[42], duca di Guascogna, conte di Bordeaux, d'Agen, duca d'Aquitania e conte di Poitiers.
- Agnese (1024-14 dicembre 1077), duchessa di Baviera, imperatrice e regina d'Italia, sposò il 01/11/1043 Enrico il Nero di Baviera duca di Baviera e futuro imperatore, come ci viene confermato dal Herimanni Augiensis Chronicon[43]. Agnese fu reggente dell'impero dal 1056 al 1062.
- Beatrice (-1109), che non viene elencata tra i figli dal Richard, viene citata dalle Europäische Stammtafeln.[11], vol III, pag. 444 (non consultate)[25].

Agnese a Goffredo II Martello I non diede alcun figlio.

## Ascendenza
|                                |   |                        | Genitori                |  |  | Nonni |  |  | Bisnonni              |  |  | Trisnonni           |  |
|                                |   |                        |                         |  |  |       |  |  | Berengario II d'Ivrea |  |  | Adalberto I d'Ivrea |  |
|                                |   |                        |                         |  |  |       |  |  | Berengario II d'Ivrea |  |  | Adalberto I d'Ivrea |  |
|                                |   | Gisla del Friuli       |                         |  |  |       |  |  | Berengario II d'Ivrea |  |  |                     |  |
| Adalberto II d'Ivrea           |   |                        |                         |  |  |       |  |  | Berengario II d'Ivrea |  |  |                     |  |
|                                |   | Willa III d'Arles      | Bosone d'Arles          |  |  |       |  |  |                       |  |  |                     |  |
|                                |   | Willa III d'Arles      | Bosone d'Arles          |  |  |       |  |  |                       |  |  |                     |  |
|                                |   | Willa III d'Arles      | Willa II di Borgogna    |  |  |       |  |  |                       |  |  |                     |  |
| Ottone I Guglielmo di Borgogna |   | Willa III d'Arles      |                         |  |  |       |  |  |                       |  |  |                     |  |
|                                |   | Lamberto di Châlon     | Roberto di Digione      |  |  |       |  |  |                       |  |  |                     |  |
|                                |   | Lamberto di Châlon     | Roberto di Digione      |  |  |       |  |  |                       |  |  |                     |  |
|                                |   | Lamberto di Châlon     | Ingeltrude              |  |  |       |  |  |                       |  |  |                     |  |
| Gerberga di Châlon             |   | Lamberto di Châlon     |                         |  |  |       |  |  |                       |  |  |                     |  |
|                                |   | Adelaide di Châlon     | Gilberto di Borgogna    |  |  |       |  |  |                       |  |  |                     |  |
|                                |   | Adelaide di Châlon     | Gilberto di Borgogna    |  |  |       |  |  |                       |  |  |                     |  |
|                                |   | Adelaide di Châlon     | Ermengarda di Borgogna  |  |  |       |  |  |                       |  |  |                     |  |
| Agnese di Borgogna             |   | Adelaide di Châlon     |                         |  |  |       |  |  |                       |  |  |                     |  |
|                                | … | …                      |                         |  |  |       |  |  |                       |  |  |                     |  |
|                                | … | …                      |                         |  |  |       |  |  |                       |  |  |                     |  |
|                                | … | …                      |                         |  |  |       |  |  |                       |  |  |                     |  |
| Rinaldo di Roucy               | … |                        |                         |  |  |       |  |  |                       |  |  |                     |  |
|                                |   | …                      | …                       |  |  |       |  |  |                       |  |  |                     |  |
|                                |   | …                      | …                       |  |  |       |  |  |                       |  |  |                     |  |
|                                |   | …                      | …                       |  |  |       |  |  |                       |  |  |                     |  |
| Ermentrude di Roucy            |   | …                      |                         |  |  |       |  |  |                       |  |  |                     |  |
|                                |   | Gilberto di Lotaringia | Reginardo di Lotaringia |  |  |       |  |  |                       |  |  |                     |  |
|                                |   | Gilberto di Lotaringia | Reginardo di Lotaringia |  |  |       |  |  |                       |  |  |                     |  |
|                                |   | Gilberto di Lotaringia | Hersenda (o Alberada)   |  |  |       |  |  |                       |  |  |                     |  |
| Alberada di Lotaringia         |   | Gilberto di Lotaringia |                         |  |  |       |  |  |                       |  |  |                     |  |
|                                |   | Gerberga di Sassonia   | Enrico I di Sassonia    |  |  |       |  |  |                       |  |  |                     |  |
|                                |   | Gerberga di Sassonia   | Enrico I di Sassonia    |  |  |       |  |  |                       |  |  |                     |  |
|                                |   | Gerberga di Sassonia   | Matilde di Ringelheim   |  |  |       |  |  |                       |  |  |                     |  |
|                                |   | Gerberga di Sassonia   |                         |  |  |       |  |  |                       |  |  |                     |  |

### Fonti primarie
- (LA) Chronicon Santi Maxentii Pictavinis, Chroniques des Eglises d´Anjou..
- (LA) Monumenta Germaniae Historica, Scriptores, tomus III. URL consultato il 30 marzo 2020 (archiviato dall'url originale il 15 maggio 2014)..
- (LA) Monumenta Germaniae Historica, Scriptores, tomus IV. URL consultato il 30 marzo 2020 (archiviato dall'url originale il 23 settembre 2015)..
- (LA) Monumenta Germaniae Historica, Scriptores, tomus V. URL consultato il 30 marzo 2020 (archiviato dall'url originale il 14 maggio 2014)..
- (LA) Rerum Gallicarum et Francicarum Scriptires, tomus X..
- (LA) Rodulfi Glabri Historiarum Libri Quinque (PDF)..
- (LA) Chartes et documents pour servir à l'histoire de l'abbaye de Saint-Maixent, Archives historiques du Poitou Tome XVI..
- (LA) Recueil des Chartes de l'abbaye de Cluny Tome III..
- (LA) Monumenta Germaniae Historica, Scriptores, tomus XXIII. URL consultato il 1º marzo 2020 (archiviato dall'url originale il 29 maggio 2014)..
- (LA) Recueil des Chartes de l'abbaye de Cluny Tome II..
- (LA) Chroniques des Eglises d´Anjou..
- (LA) Cartulaire de Château-du-Loir, Archives historiques du Maine Tome VI..
- (LA) Cartulaire de l'abbaye de Saint-Aubin d'Angers, Tomes I, su gallica.bnf.fr.
- (LA) Cartulaire noir de la cathédrale d'Angers, su gallica.bnf.fr.

### Letteratura storiografica
- Louis Halphen, La Francia nell'XI secolo, in «Storia del mondo medievale», vol. II, 1999, pp. 770–806
- Louis Halphen, La chiesa da Calomagno a Silvestro II, in «Storia del mondo medievale», vol. IV, 1999, pp. 5–20
- Austin Lane Poole, L'imperatore Corrado II, in «Storia del mondo medievale», vol. IV, 1999, pp. 170–192
- Caroline M. Ryley, L'imperatore Enrico III, in «Storia del mondo medievale», vol. IV, 1999, pp. 193–236
- (FR)  e (LA) Cartulaire du prieuré de Saint-Nicolas de Poitiers, Archives historiques du Poitou Tome I (TXT)..
- (FR) Alfred Richard, Les comtes de Poitou, tome I,..